# Zhou Enlai
Zhou Enlai (周恩來T, 周恩来S, Zhōu ĒnláiP, Chou En-laiW; in italiano scritto, Giou En-lai) (Huai'an, 5 marzo 1898 – Pechino, 8 gennaio 1976) è stato un politico, rivoluzionario, generale e diplomatico cinese.
Importante dirigente del Partito Comunista Cinese, fu capo di governo della Repubblica Popolare Cinese dal 1949 fino alla morte.

## Biografia

### Primi anni di formazione
Nato nella città di Huai'an, nella provincia del Jiangsu, fu adottato da una ricca famiglia di Tientsin. Zhou studiò al liceo Nankai di Tianjin ed in Giappone all'Università Meiji (1915-1918), dove venne in contatto con il nascente movimento socialista giapponese. Tornato a Tianjin, fu per un breve periodo agli arresti per associazione sovversiva. Nel 1920, dopo il suo rilascio, studiò in Francia, dove si trovavano importanti gruppi di studenti cinesi vicini al movimento comunista e all'anarchismo, in Gran Bretagna e in Germania.
Si unì al Partito Comunista Cinese (PCC) nel 1921 e tornò in Cina nel 1924 per collaborare con il rivoluzionario repubblicano Sun Yat-sen. L'8 agosto 1925 sposò a Tianjin Deng Yingchao, una studentessa politicamente attiva. Non ebbero mai figli, ma adottarono in seguito numerosi orfani di "martiri rivoluzionari", il più famoso dei quali fu Li Peng (nato nel 1928 e orfano dal 1931), capo del governo della Repubblica Popolare Cinese dal 1987 al 1998.

### Carriera rivoluzionaria
Zhou salì alla ribalta nazionale per la prima volta durante il movimento del 4 maggio 1919, quando guidò un attacco a un ufficio governativo locale, in seguito all'umiliante firma del trattato di Versailles che cedeva la provincia dello Shandong al Giappone, nonostante la Cina fosse tra le nazioni vincitrici della prima guerra mondiale. Dopo il suo ritorno in Cina fu presidente del dipartimento politico dell'accademia militare di Whampoa nei pressi di Canton, fondata nel 1924, dove, sotto il nazionalismo repubblicano di Sun Yat-sen, convivevano sia comunisti affiliati all'Internazionale Comunista (Comintern) sia nazionalisti di destra come Chiang Kai-shek.

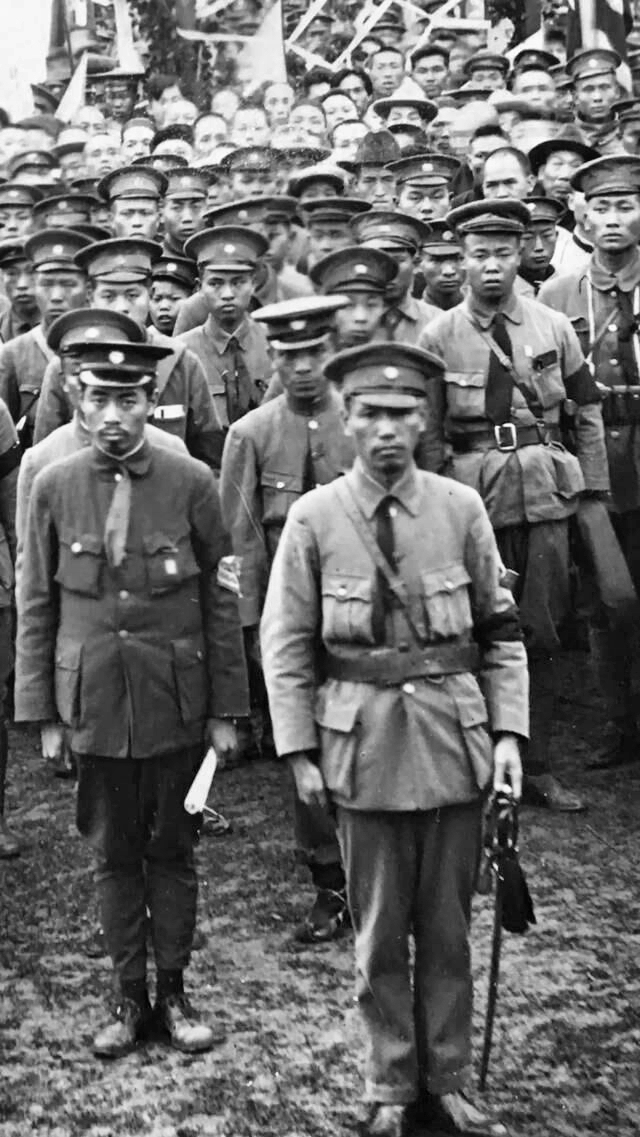
Zhou Enlai (a sinistra) con Chiang Kai-shek e altri cadetti all'Accademia militare di Whampoa nel 1924 circa.

Dopo l'inizio della spedizione del Nord del 1926 si dedicò all'organizzazione sindacale, promuovendo uno sciopero generale a Shanghai, consentendo così al Kuomintang di prendere la città (a esclusione dei quartieri direttamente controllati dalle nazioni europee). Una volta conquistata buona parte della città, il Kuomintang ruppe con i comunisti e si alleò alla mafia locale, promuovendo un'ondata di terrore e assassinii politici, da cui Zhou si salvò fuggendo dalla città. Una versione differente della storia vuole che Zhou fosse stato catturato e poi rilasciato, su ordine diretto di Chiang Kai-shek, per ricambiare il favore che Zhou gli aveva fatto una volta, salvandolo a Canton da estremisti di sinistra.
Zhou riuscì così a riparare nella base sovietica rurale che si stava formando nella provincia del Jiangxi, dove nei seguenti e turbolenti anni divenne un importante leader comunista. Mantenne la sua posizione sia durante la dirigenza dei 28 bolscevichi (un gruppo alle dirette dipendenze delle istruzioni del Comintern) sia durante la dirigenza di Li Lisan. Dopo la definitiva sconfitta seguita alla quinta battaglia di accerchiamento del Kuomintang, nel gennaio 1935, durante la tempestosa conferenza di Zunyi, appoggiò la nuova linea politica proposta da Mao Zedong, consentendogli da quel momento in poi di dominare il partito comunista e di decidere la direzione che avrebbe dovuto intraprendere la Lunga marcia: non più solo sfuggire al Kuomintang, ma puntare a nord per liberare la Cina dall'aggressione giapponese.
Negli anni passati nella capitale rossa Yan'an Zhou fu attivo nel promuovere un fronte unito antigiapponese, cosa che comportava un'alleanza con il Kuomintang, come caldeggiato da Stalin. Ne conseguì un suo ruolo di primo piano nell'incidente di Xi'an, quando dei generali ribelli del Kuomintang catturarono Chiang Kai-shek e lo consegnarono ai comunisti, negoziando il suo rilascio e una rinnovata alleanza tra il Partito Comunista Cinese e il Kuomintang stesso. Zhou passò gli anni della seconda guerra sino-giapponese come ambasciatore comunista presso il governo di Chiang a Chongqing e prese parte ai negoziati che seguirono la seconda guerra mondiale.

### Al governo della Cina
Nel 1949, con la fondazione della Repubblica Popolare Cinese, Zhou diventò ministro degli esteri e capo del governo. Guidò la delegazione cinese alla Conferenza di Ginevra (1954) e nel 1955 alla Conferenza di Bandung. In quell'occasione fu bersaglio di un attentato organizzato dai servizi segreti statunitensi. Ma il ministro, probabilmente avvertito, non prese posto sull'aeroplano, che fu distrutto da una bomba a orologeria. Nel 1958 si dimise da ministro degli esteri passando la carica a Chen Yi. Nel dopoguerra il suo interesse principale fu di promuovere lo sviluppo economico, sia con l'aumento della produzione agricola sia con lo sviluppo dell'industria pesante nazionale.
Zhou riuscì, grazie alla sua popolarità e al suo senso pratico, a mantenere la sua posizione anche dopo il grande balzo in avanti del 1958, rivelatosi un tale fallimento che persino Mao Zedong fu estromesso dalla gestione reale del Paese, pur mantenendo la carica di capo di Stato. Durante la rivoluzione culturale riuscì a impedire alle Guardie rosse il saccheggio del ministero degli esteri, la distruzione del palazzo imperiale di Pechino e del palazzo del Potala di Lhasa, oltre che di numerosi altri siti archeologici e storici.
Abilissimo diplomatico, Zhou fu responsabile, durante la guerra del Vietnam, del ristabilimento delle relazioni diplomatiche con gli Stati Uniti d'America. Nel febbraio del 1972 organizzò l'accoglienza del presidente statunitense Richard Nixon in Cina e co-firmò il comunicato di Shanghai. Allorché apprese di essere malato di tumore, affidò molte delle sue responsabilità a Deng Xiaoping.

### Morte
Zhou fu ricoverato in ospedale nel 1974 e morì l'8 gennaio 1976, pochi mesi prima di Mao Zedong.

## Frasi celebri attribuitegli
- «La rivoluzione francese? Troppo presto per formulare un giudizio!»

(Ma potrebbe essere stata detta in riferimento al movimento del '68 francese)
- «Dormono nello stesso letto, ma non fanno gli stessi sogni», parlando della prima distensione tra USA e URSS.[6]